# Bahnradsport-Weltmeisterschaften der Junioren 2024
Die Bahnradsport-Weltmeisterschaften der Junioren 2024 (2024 UCI Junior Track World Championships) wurden vom 21. bis 25. August 2024 im chinesischen Luoyang ausgetragen. Damit fanden diese Junioren-Weltmeisterschaften erstmals in China statt.

## Verlauf
Es wurden bei diesen Weltmeisterschaften 22 Titel (11 für Frauen, 11 für Männer) vergeben.
Gemeldet waren rund 280 Sportlerinnen und Sportler aus 47 Nationen, wobei Italien mit 24 Startern die größte Delegation nach China schickte. Aus den D-A-CH-Ländern waren insgesamt lediglich neun Starter nominiert, die insgesamt vier Medaillen errangen, darunter eine Goldmedaille für die Deutsche Messane Bräutigam im Ausscheidungsfahren.
Am zweiten Wettkampftag, am 22. August, stellte der italienische Junioren-Vierer mit Davide Stella, Ares Costa, Christian Fantini und Alessio Magagnotti im Finale um Gold mit 3:51,199 Minuten einen neuen Weltrekord auf. Schon in der Qualifikation hatte der Vierer seinen eigenen Weltrekord aus dem Jahr zuvor (3:53,980 min) unterboten. Die Juniorinnen aus Großbritannien setzten mit 4:20,811 Minuten ebenfalls eine neue Bestmarke in der Mannschaftsverfolgung, wobei sie die Bestzeit verbesserten, die das britische Team bei den Junioren-Europameisterschaften 2021 im niederländischen Apeldoorn gefahren war.
Einen weiteren Weltrekord stellte der Australier Wiliam Holmes mit 3:04,161 Minuten in der Qualifikation der 3000-Meter-Einerverfolgung auf und verbesserte den Weltrekord von Matthew Brennan aus dem Jahr 2023 um rund drei Sekunden. Im Finale um Gold unterlag er jedoch dem Briten Henry Hobbs. Am letzten Wettkampftag verbesserte der Australier Tayte Ryan den sechs Jahre alten Weltrekord seines Landsmannes Thomas Cornish auf 59,875 Sekunden, womit dieser Rekord erstmals unter einer Minute lag.
Makaira Wallace aus Trinidad und Tobago errang zwei Silbermedaillen, im Keirin und im 500-Meter-Zeitfahren. Damit war sie die erste Fahrerin ihres Heimatlandes, die bei Bahnradsport-Weltmeisterschaften der Junioren  Medaillen gewann.

## Zeitplan (Finalwettbewerbe)
| Datum                  | Disziplinen Frauen                                  | Disziplinen Männer                                                   |
| ---------------------- | --------------------------------------------------- | -------------------------------------------------------------------- |
| Mittwoch, 21. August   | Teamsprint, Scratch                                 | Teamsprint                                                           |
| Donnerstag, 22. August | Mannschaftsverfolgung, Ausscheidungsfahren          | Mannschaftsverfolgung, Scratch, Keirin                               |
| Freitag, 23. August    | Sprint, Omnium                                      | Einerverfolgung, Punktefahren                                        |
| Samstag, 24. August    | 500-Meter-Zeitfahren, Punktefahren, Einerverfolgung | Sprint, Omnium                                                       |
| Sonntag, 25. August    | Keirin, Zweier-Mannschaftsfahren                    | 1000-Meter-Zeitfahren, Ausscheidungsfahren, Zweier-Mannschaftsfahren |

## Resultate
- Legende: „G“ = Zeit aus dem Finale um Gold; „B“ = Zeit aus dem Finale um Bronze; „1“ = Zeit aus der 1. Runde; „Q“ = Zeit aus der Qualifikation

### Sprint
| Platz | Sportler           | Land | Zeit (s)              |
| ----- | ------------------ | ---- | --------------------- |
|       | Tayte Ryan         | AUS  | 10,489 (1) 10,539 (2) |
|       | Norasetthada Bunma | THA  |                       |
|       | Choi Tae-ho        | KOR  | 10,599 (1) 10,543 (2) |

| Platz | Sportlerin       | Land | Zeit (s)              |
| ----- | ---------------- | ---- | --------------------- |
|       | Stefany Cuadrado | COL  | 11,341 (1) 11,570 (2) |
|       | Georgette Rand   | GBR  |                       |
|       | Luo Shuyan       | CHN  | 11,676 (1) 11,828 (2) |

### Keirin
| Platz | Sportler              | Land |
| ----- | --------------------- | ---- |
|       | Fabio Del Medico      | ITA  |
|       | Kanata Takahashi      | JPN  |
|       | Danijar Schajachmetow | KAZ  |

| Platz | Sportlerin       | Land |
| ----- | ---------------- | ---- |
|       | Stefany Cuadrado | COL  |
|       | Makaira Wallace  | TTO  |
|       | Matilde Cenci    | ITA  |

### Zeitfahren
| Platz | Sportler          | Land | Zeit (min)  |
| ----- | ----------------- | ---- | ----------- |
|       | Tayte Ryan        | AUS  | 0:59,875 WR |
|       | Henry Hobbs       | GBR  | 1:00,255    |
|       | Tomas Lamaszewski | POL  | 1:01,114    |

| Platz | Sportlerin       | Land | Zeit (s) |
| ----- | ---------------- | ---- | -------- |
|       | Stefany Cuadrado | COL  | 34,312   |
|       | Makaira Wallace  | TTO  | 34,376   |
|       | Luo Shuyan       | CHN  | 34,407   |

### Teamsprint

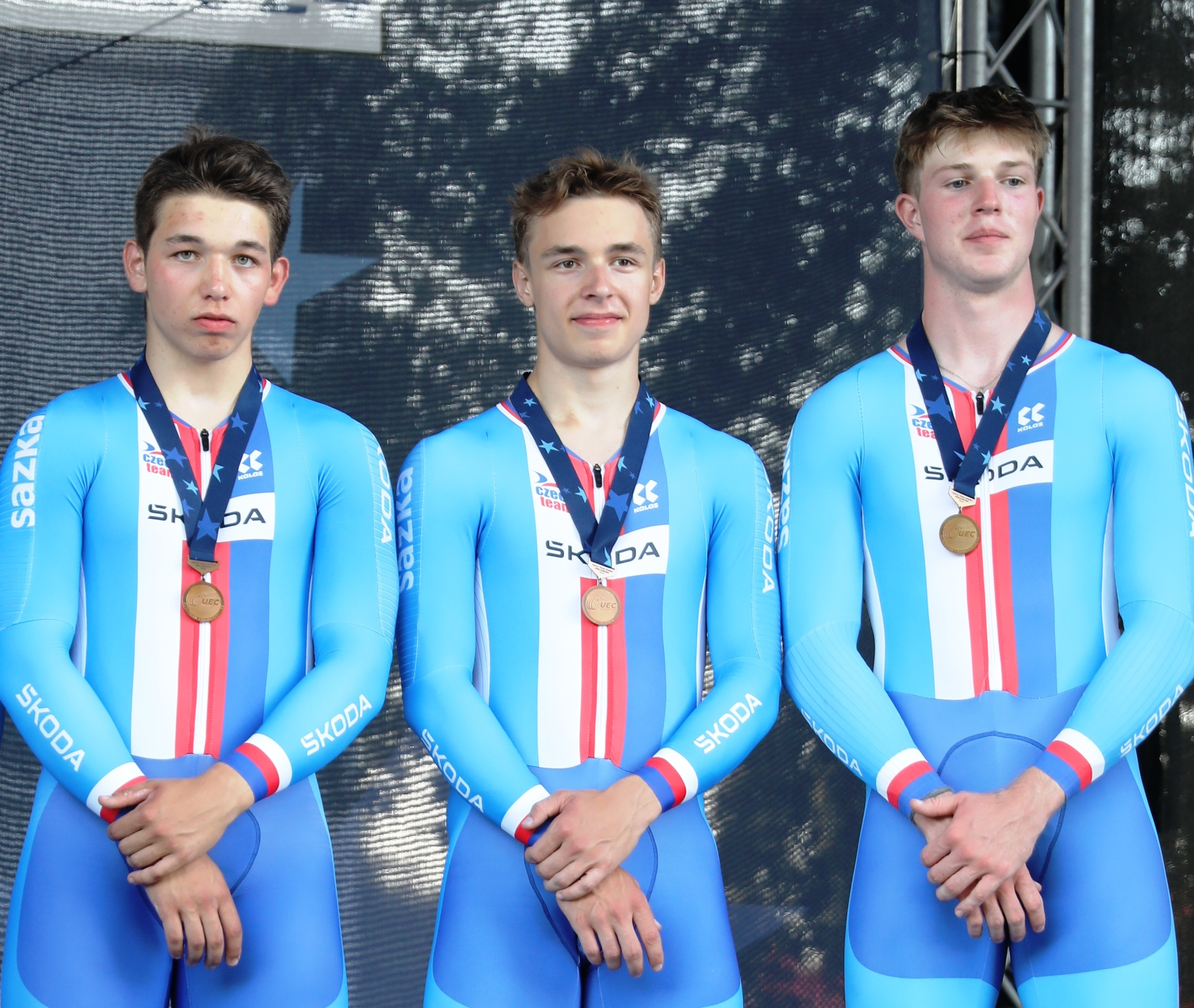
Jan Pořízek, David Peterka und Kryštof Friedl (v. l. n. r., hier bei der EM 2024) wurden Junioren-Weltmeister im Teamsprint

| Platz | Sportler                                           | Land | Zeit (s) |
| ----- | -------------------------------------------------- | ---- | -------- |
|       | Kryštof Friedl Jan Pořízek David Peterka           | CZE  | 44,270 G |
|       | Li Ruyi Feng Yusheng Sun Haoran Jing Zhen          | CHN  | 44,819 G |
|       | Jung Jae-ho Choi Tae-ho Jeong Suck-woo Jeon Woo-ju | KOR  | 44,222 B |

| Platz | Sportlerin                                   | Land | Zeit (s) |
| ----- | -------------------------------------------- | ---- | -------- |
|       | Lu Minying Luo Shuyan Shi Yi Wang Rongrong   | CHN  | 49,948 G |
|       | Riley Faulkner Jodie Blackwood Caitlin Kelly | NZL  | 50,851 G |
|       | Siria Trevisan Matilde Cenci Chantal Pegolo  | ITA  | 50,166 B |

### Einerverfolgung

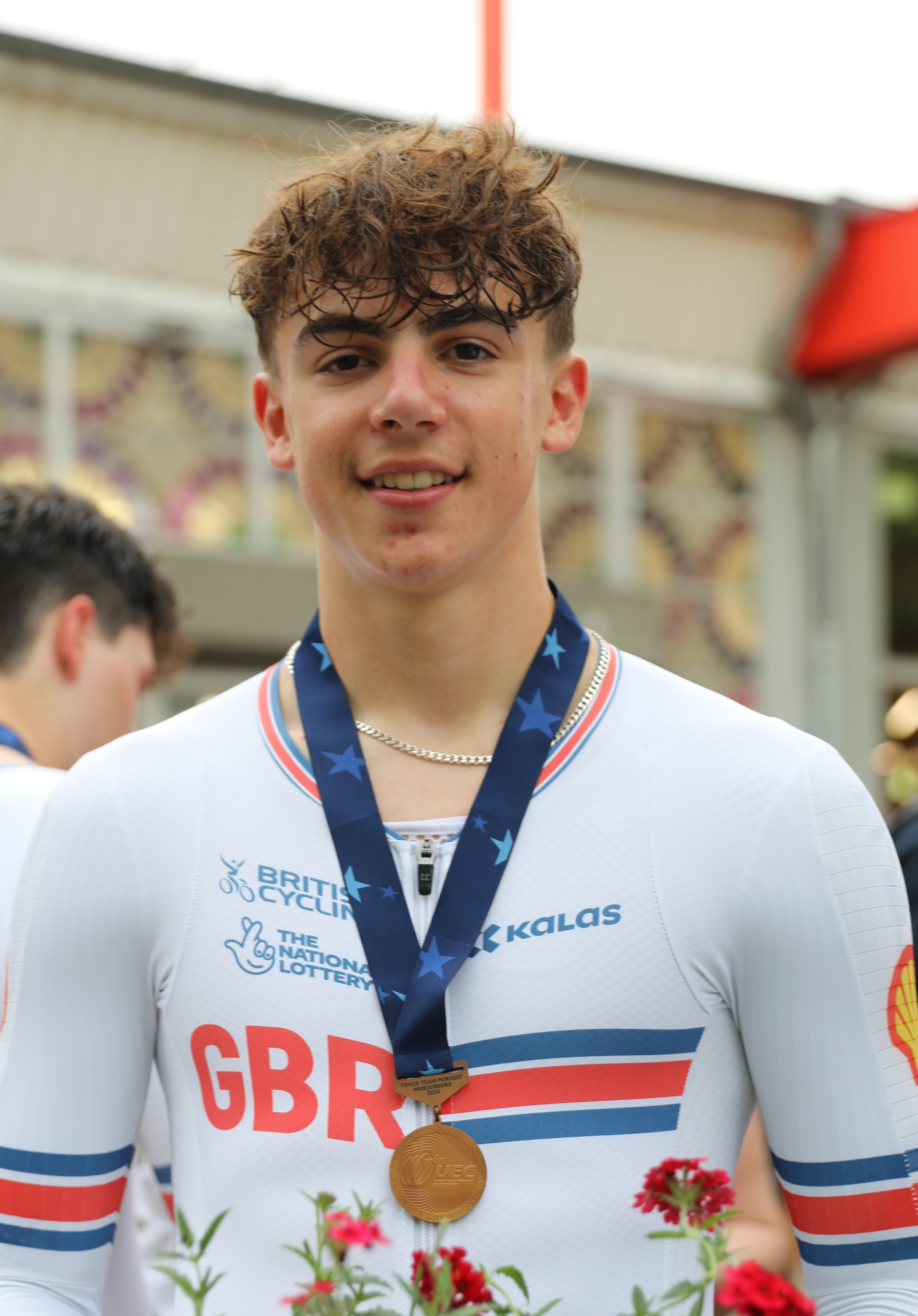
Der Brite Henry Hobbs gewann die Einerverfolgung

| Platz | Sportler           | Land | Zeit (min) |
| ----- | ------------------ | ---- | ---------- |
|       | Henry Hobbs        | GBR  | 3:05,633 G |
|       | William Holmes     | AUS  | 3:05,719 G |
|       | Alessio Magagnotti | ITA  | 3:08,200 B |

| Platz | Sportlerin    | Land | Zeit (min) |
| ----- | ------------- | ---- | ---------- |
|       | Carys Lloyd   | GBR  | 2:20,249 G |
|       | Lilyth Jones  | AUS  | 2:22,203 G |
|       | Melanie Dupin | FRA  | 2:22,013 B |

### Mannschaftsverfolgung
| Platz | Sportler                                                                   | Land | Zeit (min)    |
| ----- | -------------------------------------------------------------------------- | ---- | ------------- |
|       | Davide Stella Ares Costa Christian Fantini Alessio Magagnotti Eros Sporzon | ITA  | 3:51,199 G WR |
|       | Ellande Larronde Lucas Menanteau Léo Busson Camille Charret                | FRA  | 3:56,221 G    |
|       | Sam Fisher William Salter Henry Hobbs Finlay Tarling                       | GBR  | 3:54,028 B    |

| Platz | Sportlerin                                                                  | Land | Zeit (min)    |
| ----- | --------------------------------------------------------------------------- | ---- | ------------- |
|       | Cat Ferguson Imogen Wolff Erin Boothman Carys Lloyd                         | GBR  | 4:20,811 G WR |
|       | Elina Cabot Melanie Dupin Léane Tabu Violette Demay                         | FRA  | 4:25,632 G    |
|       | Linda Sanarini Arianna Giordani Irma Siri Asia Sgaravato Virginia Iaccarino | ITA  | eingeholt B   |

### Scratch
| Platz | Sportler        | Land |
| ----- | --------------- | ---- |
|       | Lucas Menanteau | FRA  |
|       | Heimo Fugger    | AUT  |
|       | Nejc Peterlin   | SLO  |

| Platz | Sportlerin                  | Land |
| ----- | --------------------------- | ---- |
|       | Nicole Duncan               | AUS  |
|       | Valentina Ferreyra Beltramo | ESP  |
|       | Chantal Pegolo              | ITA  |

### Punktefahren
| Platz | Sportler                     | Land | Punkte |
| ----- | ---------------------------- | ---- | ------ |
|       | Nicolas Aernouts             | BEL  | 31     |
|       | Lucca Marques Ferreira Silva | BRA  | 23     |
|       | Finlay Tarling               | GBR  | 20     |

| Platz | Sportlerin             | Land | Punkte |
| ----- | ---------------------- | ---- | ------ |
|       | Imogen Wolff           | GBR  | 13     |
|       | Izaro Etxarri Aranburu | ESP  | 12     |
|       | Judith Rottmann        | GER  | 11     |

### Ausscheidungsfahren
| Platz | Sportler              | Land |
| ----- | --------------------- | ---- |
|       | Davide Stella         | ITA  |
|       | Ruben Sanchez Cordoba | ESP  |
|       | Lucas Menanteau       | FRA  |

| Platz | Sportlerin           | Land |
| ----- | -------------------- | ---- |
|       | Messane Bräutigam    | GER  |
|       | Gabriela Kaczmarczyk | POL  |
|       | Anita Baima          | ITA  |

### Omnium
| Platz | Sportler             | Land | Punkte |
| ----- | -------------------- | ---- | ------ |
|       | Matijs Van Strijthem | BEL  | 112    |
|       | Ashlin Barry         | USA  | 111    |
|       | Alexander Hewes      | AUS  | 106    |

| Platz | Sportlerin    | Land | Punkte |
| ----- | ------------- | ---- | ------ |
|       | Cat Ferguson  | GBR  | 133    |
|       | Nicole Duncan | AUS  | 108    |
|       | Adelina Sakun | AIN  | 108    |

### Zweier-Mannschaftsfahren
| Platz | Sportler                            | Land | Punkte |
| ----- | ----------------------------------- | ---- | ------ |
|       | Nolan Huysmans Matijs Von Strijthem | BEL  | 38     |
|       | Davide Stella Eros Sporzon          | ITA  | 25     |
|       | William Salter Finlay Tarling       | GBR  | 22     |

| Platz | Sportlerinnen                     | Land | Punkte |
| ----- | --------------------------------- | ---- | ------ |
|       | Erin Boothman Carys Lloyd         | GBR  | 49     |
|       | Messane Bräutigam Judith Rottmann | GER  | 32     |
|       | Anita Baima Linda Sanarini        | ITA  | 23     |

## Medaillenspiegel
| Platz | Land                           | Gold | Silber | Bronze | Gesamt |
| ----- | ------------------------------ | ---- | ------ | ------ | ------ |
| 1     | Großbritannien                 | 6    | 2      | 3      | 11     |
| 2     | Australien                     | 3    | 3      | 1      | 7      |
| 3     | Italien                        | 3    | 1      | 7      | 11     |
| 4     | Belgien                        | 3    | 0      | 0      | 3      |
| 4     | Kolumbien                      | 3    | 0      | 0      | 3      |
| 6     | Frankreich                     | 1    | 2      | 2      | 5      |
| 7     | Volksrepublik China            | 1    | 1      | 2      | 4      |
| 8     | Deutschland                    | 1    | 1      | 1      | 3      |
| 9     | Tschechien                     | 1    | 0      | 0      | 1      |
| 10    | Spanien                        | 0    | 3      | 0      | 3      |
| 11    | Trinidad und Tobago            | 0    | 2      | 0      | 2      |
| 12    | Polen                          | 0    | 1      | 1      | 2      |
| 13    | Österreich                     | 0    | 1      | 0      | 1      |
| 13    | Brasilien                      | 0    | 1      | 0      | 1      |
| 13    | Japan                          | 0    | 1      | 0      | 1      |
| 13    | Kasachstan                     | 0    | 1      | 0      | 1      |
| 13    | Neuseeland                     | 0    | 1      | 0      | 1      |
| 13    | Thailand                       | 0    | 1      | 0      | 1      |
| 13    | Vereinigte Staaten             | 0    | 1      | 0      | 1      |
| 20    | Südkorea                       | 0    | 0      | 2      | 2      |
| 21    | Individuelle Neutrale Athleten | 0    | 0      | 1      | 1      |
| 21    | Slowenien                      | 0    | 0      | 1      | 1      |
| Total | Total                          | 22   | 23     | 21     | 66     |

## Aufgebote

### Bund Deutscher Radfahrer
Juniorinnen
- Messane Bräutigam, Judith Rottmann

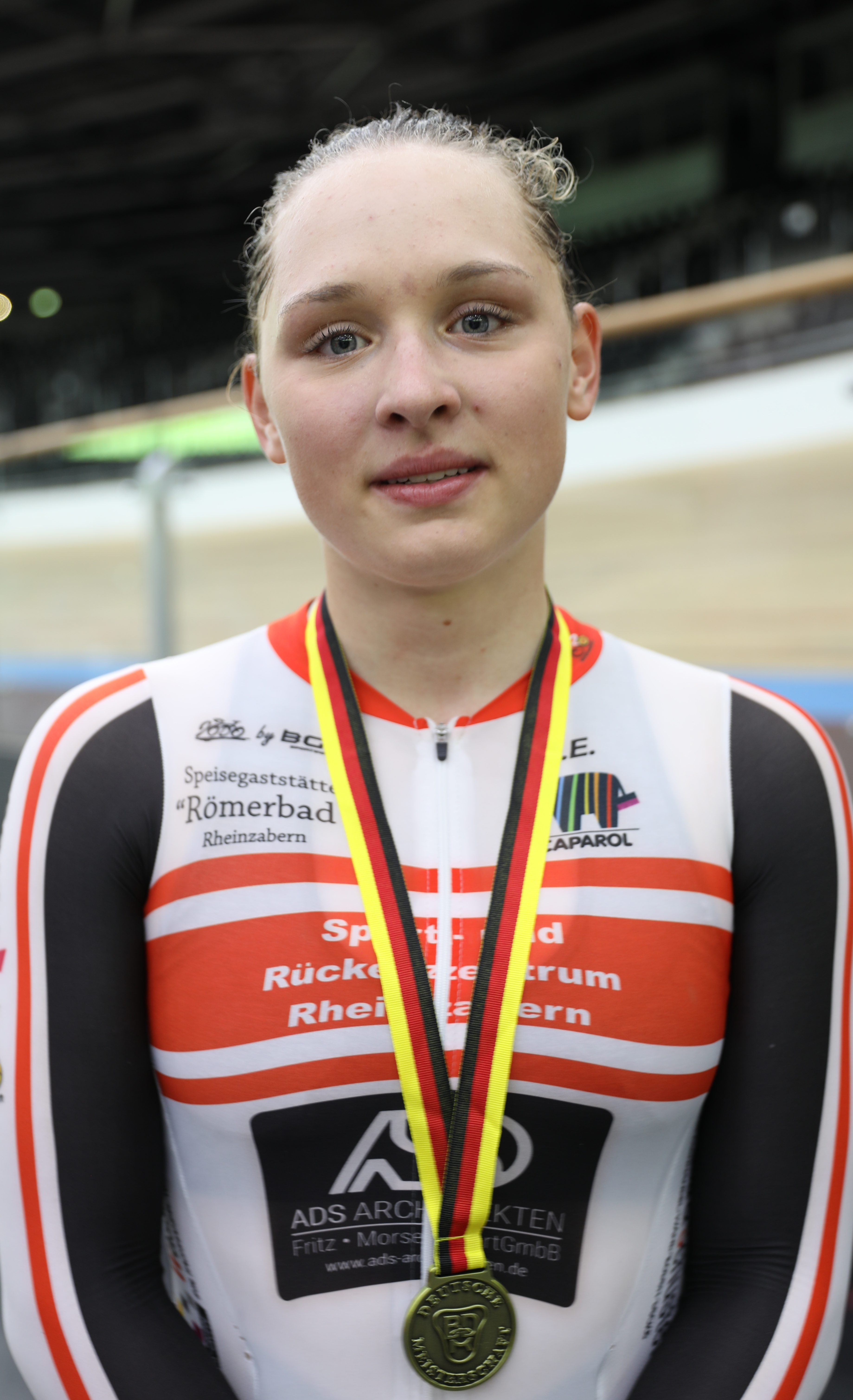
Messane Bräutigam
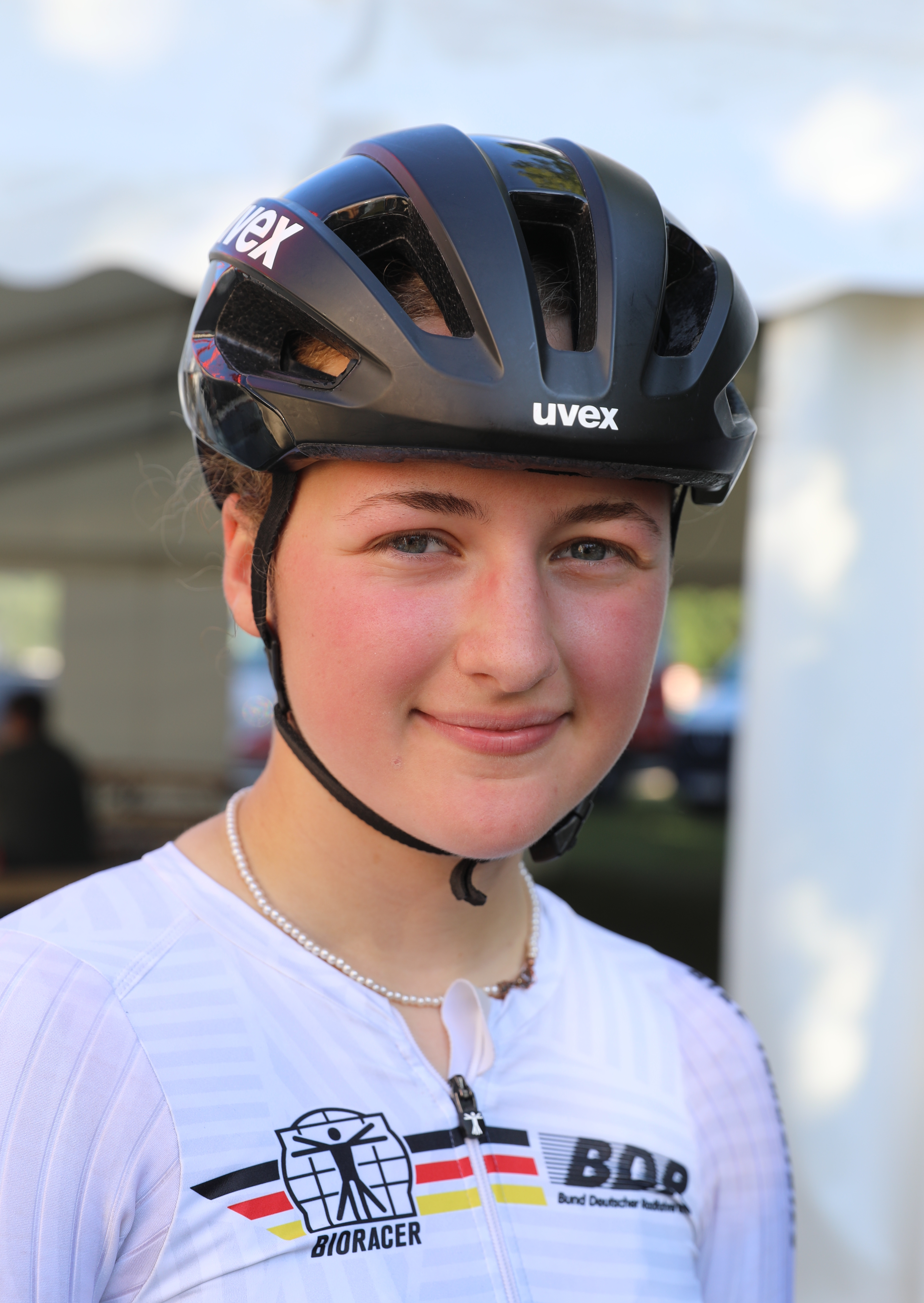
Judith Rottmann

### Cycling Austria
Juniorin

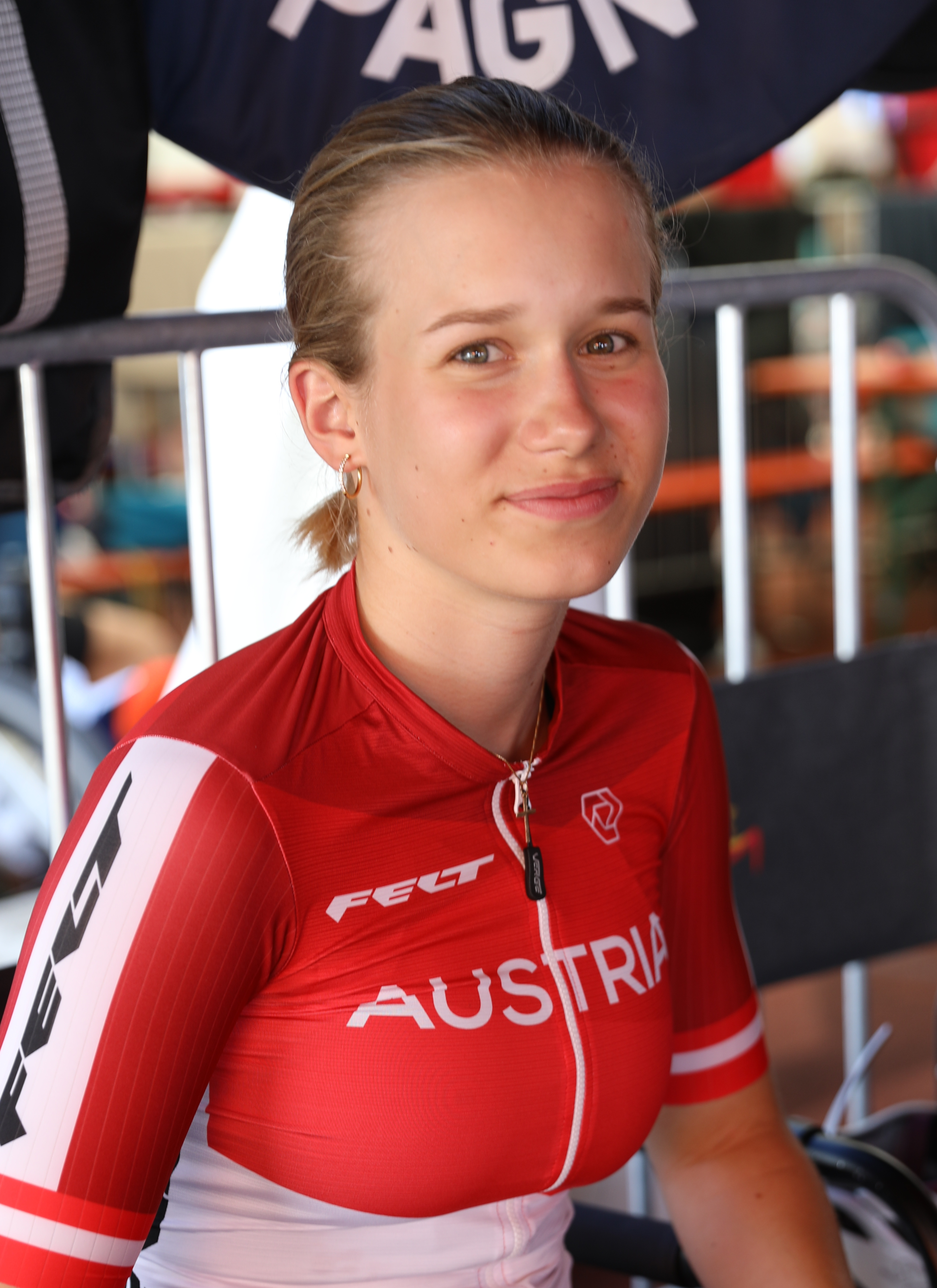
Sophie Walcher
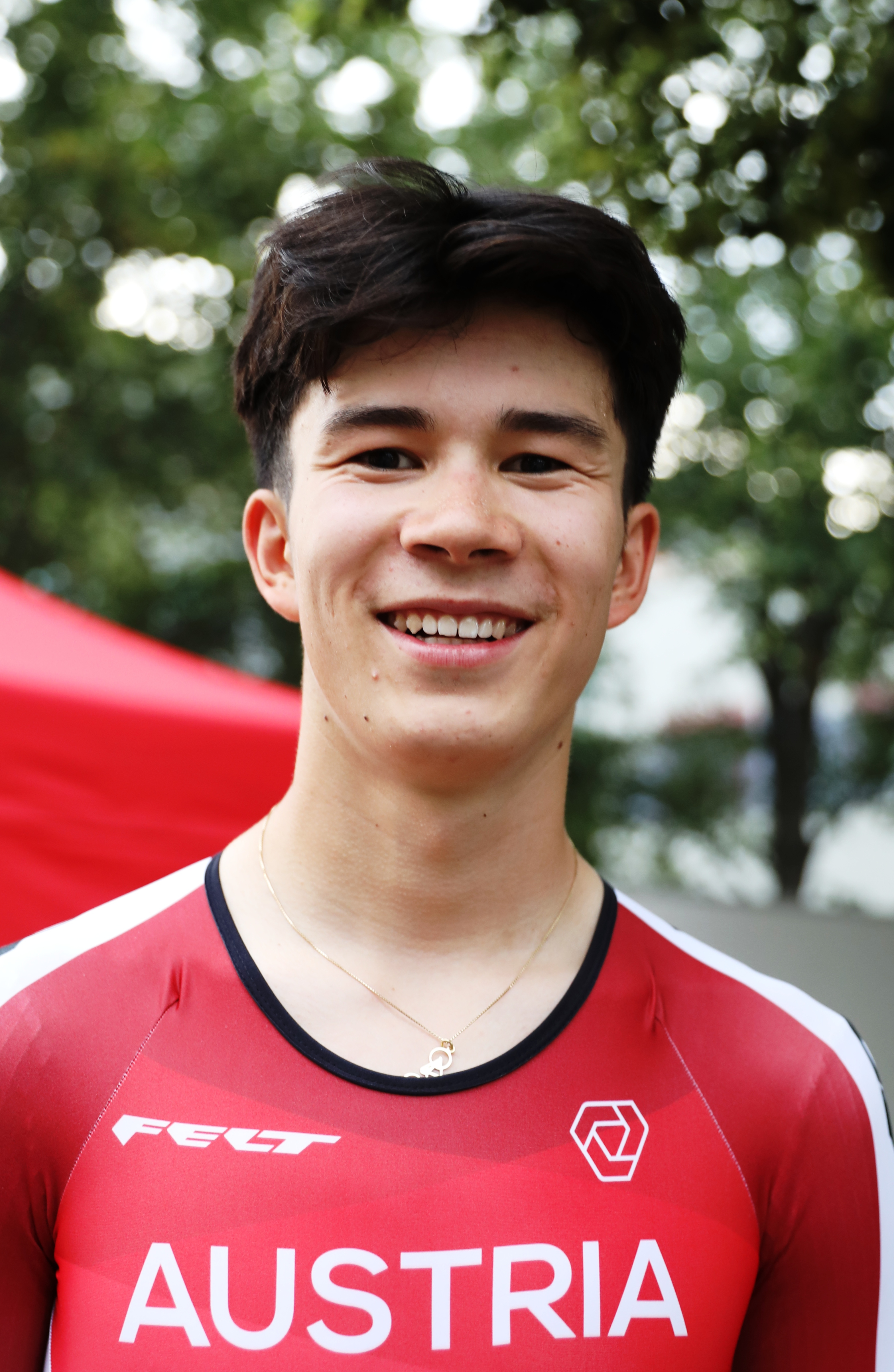
Heimo Fugger

Junioren
- Heimo Fugger, Valentin Zobl

- Sophie Walcher
- Heimo Fugger

### Swiss Cycling
Junioren
- Lars Emmenegger, Elia Felsberger, Noa Gremaud, Jonathan Rinner